# Espinoza Paz
Isidro Chávez Espinoza, conocido artísticamente como Espinoza Paz (Angostura, Sinaloa; 29 de octubre de 1981), es un músico y cantautor mexicano de música regional mexicana; especializado en los estilos de banda, norteño, mariachi, duranguense y country en español. Su nombre artístico proviene de su abuela materna y su madre.

## Carrera
Empezó su carrera de compositor cuando tenía 11 años. Cuando tenía 13 años ya había escrito 20 canciones.  
A los 15 años sufrió la muerte de su madre María de la Paz Espinoza, de tan solo 36 años por problemas médicos. Por ello su familia decidió irse a Estados Unidos, y él se quedó en Campo General en Angostura.  
En 1996, viajó a Sacramento, California, donde trabajó unos meses en trabajo de campo de tomates, aceitunas, naranjas y uvas, hasta que su padre le envió dinero de los Estados Unidos y para comprar su primera guitarra.[cita requerida] Varios meses más tarde, decidió regresar a México. 

### Éxito
Una gran oportunidad llegó cuando mostró algunas de sus creaciones a El Coyote, un popular cantante de banda de Sinaloa que grabó sus canciones Besitos en el Cuello, Prohibido y Para Impresionarte, que de inmediato se convirtieron en éxitos.
En diciembre de 2006, Paz se reunió con Martin Fabián, quien a la larga sería su representante y con quien pelearía los derechos de su nombre, y colaboró en su álbum debut Paz en tu corazón. Este proyecto fue lanzado a sus 26 años, en 2007 en asociación con Nueva Generación Music Group. En 2007 ya estaba escribiendo para Jenni Rivera, Calibre 50, Valentín Elizalde, y Sergio Vega. 
En 2008 otro álbum fue lanzado de forma independiente, Amigo con derechos, y siguió antes de que a Paz se le ofreciera un contrato de grabación con el sello discográfico Universal Latino, que lanzó su primer álbum principal El cantautor del pueblo en 2008 en su subsidiaria Machete Music. 
La fama le llegó con el álbum El Canta Autor del Pueblo y su sencillo El Próximo Viernes en 2008. Este álbum contó con ocho favoritos previamente lanzados, como El Celular y Amigo con derechos, además de cuatro nuevas grabaciones. El sencillo de este álbum, El Próximo Viernes alcanzó el puesto Nº14 en la lista "Hot Latin Tracks" de Billboard.
Pronto Paz estaba escribiendo canciones para una larga lista de artistas regionales, incluyendo La Arrolladora Banda El Limón, Banda Cuisillos de Arturo Macías, Julio Chaidez, La Número #1 Banda Jerez de Marco A. Flores, Chuy Lizárraga y su Banda Tierra Sinaloense, El Potro de Sinaloa, Luis Miguel, Thalía, Cristian Castro, Grupo Latino, La Mafia, Conjunto Primavera, Grupo Liberación, Grupo Montez de Durango, K-Paz de la Sierra, Julión Álvarez, El Chapo de Sinaloa, Lupillo Rivera, Bronco y Duelo, entre muchos otros. Además de ser el compositor de Me enamoré de ti e Ingeniosa explicación, temas interpretados por el humorista y cantante Omar Chaparro. 
En 2010 lanzó el álbum Del rancho para el mundo, que incluyó el éxito Al Diablo Lo Nuestro. El álbum fue nominado para un Premio Grammy Latino y fue certificado como Gold. En 2011 lanzó otro álbum de venta de oro: Canciones que duelen. Este álbum debutó en el n.º 1 en la lista Latin Albums de Billboard e incluyó el sencillo Para no Perderte. El álbum también fue lanzado en una versión de lujo con un DVD que contiene varias actuaciones en vivo.
En 2012 lanzó Un hombre normal, un álbum de recopilación con algunos de sus éxitos más grandes, remixes y varias grabaciones nuevas. La pista del título alcanzaría el n.º 1 en las listas latinas. Durante este tiempo Paz decidió lanzar un álbum de todas las canciones de Mariachi con el grupo Mariachi Sol De México. El álbum que originalmente fue titulado Las Facturas del Destino fue retitulado y no fue lanzado hasta 2016.

### Otras grabaciones
Intérpretes de talla internacional han grabado sus temas, siendo adaptados a otros ritmos como pop, salsa o balada: 
- La cantante mexicana Thalia en el 2009, grabó el tema "El Próximo Viernes" al ritmo pop para su exitoso álbum Primera fila.
- El tema: "Un Hombre Normal", se ha convertido en el tema más versionado del cantautor, en 2012 fue grabado al ritmo de salsa por Danny Frank, en el 2013 por la cantante Ana Victoria al ritmo de pop para su álbum Color Amor, con el título "Si Mañana No Me Ves (Un Hombre Normal)", el cantante venezolano Ricardo Montaner lo grabó al ritmo de balada en 2016 para su álbum Ida y vuelta. Además de ser interpretado en varios programas de talentos y por aficionados.

### Retiro de los escenarios musicales
En 2012 Paz anunció que se retiraba de los escenarios musicales debido a problemas con su exmánager Martín Fabián a quien acusó de haberle hecho firmar un contrato fraudulento y pretender apropiarse del nombre Espinoza Paz a cambio de que, el cantante, le diera un porcentaje por cada obra que emitiese. Finalmente tras una disputa legal de 2 años, Chávez Espinoza logró demostrar que los derechos del nombre «Espinoza Paz» le pertenecían únicamente a él.

## Discografía

### Álbumes de estudio
| Año  | Álbum | Posiciones | Posiciones | Posiciones        | Posiciones          | Certificaciones  |
| Año  | Álbum | MÉX        | EE. UU.    | EE. UU. Top Latin | EE. UU. Reg Mexican | Certificaciones  |
| ---- | --- | ---------- | ---------- | ----------------- | ------------------- | ---------------- |
| 2004 | Mi pasado en mi presente - Formatos: CD, descarga digital                                                                      | —          | —          | —                 | —                   |                  |
| 2008 | El cantautor del pueblo - Formatos: CD, descarga digital                                                                       | 56         | —          | 1                 | 5                   | - EE. UU.:       |
| 2009 | Yo no canto, pero lo intentamos - Formatos: CD, descarga digital                                                               | 34         | 116        | 12                | 1                   | - EE. UU:        |
| 2010 | Del rancho para el mundo - Lanzamiento: 2 de septiembre - Discográfica: Universal Music, Disa - Formatos: CD, descarga digital | 18         | 66         | 2                 | 1                   | - MÉX: - EE. UU: |
| 2011 | Canciones que duelen - Lanzamiento: 9 de septiembre - Discográfica: Universal Music, Disa - Formatos: CD, descarga digital     | 1          | 121        | 1                 | 1                   | - MÉX: - EE. UU: |
| 2012 | Un hombre normal - Lanzamiento: 19 de enero - Discográfica: Universal Music, Disa - Formatos: CD, descarga digital             | —          | —          | 2                 | 1                   | - MÉX:           |
| 2018 | Las compuse para ti... - Lanzamiento: 14 de febrero - Discográfica: Universal Musica - Formatos: CD, plataformas digitales     | 1          | 2          | 2                 | 1                   | - MÉX:           |

### Compilaciones
| 2008                                                                        | Mis éxitos con tololoche - Formatos: CD             | 34 | 58 |  |
| 2011                                                                        | 15 Top Hits con el cantautor del pueblo - Formatos: | 63 | —  |  |
| «—» indica que el álbum no fue lanzado o no se posicionó en ese territorio. |                                                     |    |    |  |

### Otros álbumes
| Año  | Álbum                   |
| ---- | ----------------------- |
| 2010 | Mis canciones con amor  |
| 2012 | 16 éxitos de oro        |
| 2012 | El enamorado del pueblo |

## Colaboraciones
- 24 Horas (con David Bisbal)
- Te La Pasas (con Tito Torbellino)
- Te Pudiera Decir (con Gerardo Ortiz)
- No Llega el Olvido (con Jenni Rivera)
- Así o Más (con María José)
- Siempre en Mi Mente (con Juan Gabriel)
- Eres la Persona Correcta (con Río Roma y Luis Coronel)
- Sin Esencia (con Nartoomid)
- Me Voy (con Paulina Rubio)
- Llévame (con Freddo)
- Tan Enamorados (con Ricardo Montaner)
- Como Una Pelota (con Jhonny Rivera)
- El próximo viernes (con Thalía)
- Ven (con Alkilados)
- Ellas Así Son (con Jessi Uribe)
- Desaires (con Rocío Dúrcal)
- Te quiero tanto amada mía (con Sandro)
- Como Duele Equivocarse (con Carín León)
- Como Una Gelatina (con Alacranes Musical)
- Contacto Cero (con Banda MS)

## Televisión
- 2010: Los héroes del norte... Participación especial.
- 2010:  La Academia Bicentenario... Padrino de generación.
- 2010: Mi amor por Teresa Soto... Loco enamorado.
- 2011: La voz México ... Entrenador / Juez (Segundo lugar).
- 2012: La voz México... Asesor de Jenni Rivera, (La sustituye como entrenador en los dos últimos programas).[7]
- 2015: Me pongo de pie... Juez.
- 2018: Hijas de la luna... Él mismo
- 2019: La voz kids (Colombia)... Entrenador
- 2021: La desalmada... Espinoza
- 2024: La Academia... Juez[8]